# پیتو پاون
پیتو پاون (انگلیسی: Pépito Pavon; ۱۲ فوریهٔ ۱۹۴۱ – ۱۷ اکتبر ۲۰۱۲) بازیکن فوتبال اهل فرانسه بود.
از باشگاه‌هایی که در آن بازی کرده‌است می‌توان به باشگاه فوتبال المپیک مارسی اشاره کرد.